# Charles Barkley
Charles Wade Barkley (ur. 20 lutego 1963 w Leeds) – amerykański koszykarz grający zawodowo w NBA, na pozycji skrzydłowego, dwukrotny mistrz olimpijski, wicemistrz NBA (1993), po zakończeniu kariery sportowej komentator i analityk koszykarski. Wraz z Kevinem Durantem wynikiem 38 punktów zajmuje drugie miejsce w rozgrywkach play-off w zdobyczy punktowej w pierwszej połowie meczu.

## Życiorys
Po zrezygnowaniu z 4. roku studiów na uniwersytecie w Auburn (ostatecznie skończył studia – kierunek marketing) został wybrany w drafcie 1984 przez Philadelphię 76ers w 1. rundzie z numerem piątym. Od razu zaczął się wyróżniać w NBA swoimi dowcipnymi, czasem obraźliwymi wypowiedziami. Zdobył też jednak uznanie na boisku, gdzie wkładał w grę wiele wysiłku. Był bardzo skoczny, potrafił skutecznie zdobywać punkty. Popisywał się rzutami, które potrafił wykonywać z każdego miejsca na boisku. Przez pierwszych 9 lat kariery jego skuteczność nie spadła nigdy poniżej 50%, w całej karierze miał skuteczność 54,1%, a w rekordowym sezonie 1989-1990 – 60% (przy średniej punktowej 25,2 pkt. na mecz).
W sezonie 1986-87 Barkley został najniższym mistrzem zbiórek w NBA. Cechowała go zdolność do rozgrywania akcji, a także umiejętność rzucania za 3 punkty oraz przechwytywania piłek (drugi na liście wszech czasów na pozycji nr 4 – silnego skrzydłowego).
W drużynie z Filadelfii był początkowo drugoplanową postacią. Zmieniło się to po odejściu Juliusa Ervinga i Mosesa Malone’a. Barkley został liderem drużyny. Jako zawodnik Sixers, wystąpił w meczu gwiazd NBA. W trakcie spotkania (1991) zdobył 17 punktów, ale co ważniejsze zebrał 22 piłki, co było wyrównaniem rekordu należącego do Wilta Chamberlaina z 1967. Barkley zdobył nagrodę MVP za ten występ. 
W sezonie 1989/1990 zajął drugie miejsce w głosowaniu na MVP fazy zasadniczej.
W 1992 zawodnik został oddany do Phoenix Suns. Do księgi rekordów Sixers wpisał się będąc czwartym w całkowitej liczbie punktów (14184), trzecim w średniej punktowej (23,3), trzecim w liczbie zbiórek (7079), ósmym w liczbie asyst (2276) i drugim w skuteczności (57%). Przez 7 kolejnych lat przewodził Sixers w skuteczności i zbiórkach, a przez 6 kolejnych lat w punktach. W Suns w sezonie 1992/1993 przewodził NBA w punktach, zbiórkach i asystach. Zdobył wtedy nagrodę MVP sezonu zasadniczego i doprowadził Suns do Finału NBA, w którym jednak zespół z Phoenix przegrał 4-2 z Chicago Bulls. W tym samym roku został wybrany do reprezentacji Stanów Zjednoczonych na igrzyska olimpijskie w Barcelonie. Z reprezentacją Stanów Zjednoczonych, w skład której wchodzili tacy gracze jak Michael Jordan, Larry Bird czy Magic Johnson, zdobył złoty medal. Drużyna USA wygrywała każdy mecz przewagą minimum 30 punktów. Był najlepszym strzelcem w turnieju przedolimpijskim i na Igrzyskach Olimpijskich.  
W kolejnych latach wielu graczy Suns dręczyły kontuzje i drużyna nie zdołała już powtórzyć swojego sukcesu. Barkley przeszedł wówczas do Houston Rockets. Tam razem z Hakeemem Olajuwonem i Clydem Drexlerem miał w końcu zdobyć trofeum. Szanse były duże, gdyż „Rakiety” wywalczyły już tytuł rok i dwa lata wcześniej. Jednak ze względu na kontuzje w sezonie 1996/1997 Charles zagrał w tylko w 53 meczach, a rok później w 68.
Barkley zakończył karierę w sezonie 1999/2000 w mieście, w którym ją zaczął, czyli Filadelfii. Podczas meczu Rockets-Sixers 8 grudnia Barkley próbując zablokować rzut Tyrone’a Hilla upadł na parkiet i nabawił się kontuzji, która nie pozwoliłaby mu już na zagranie w całym sezonie, który miał być jego ostatnim. W związku z tym postanowił zakończyć karierę od razu. Zaraz potem został komentatorem meczów koszykówki w jednej z amerykańskich stacji TV. 21 marca 2000 koszulka „Sir Charlesa” z numerem 34 została zastrzeżona przez władze Philadelphii 76ers.

## Osiągnięcia

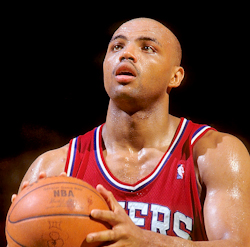
Barkley w barwach Philadelphia 76ers (1991).

Na podstawie, o ile nie zaznaczono inaczej.

### NCAA
- Uczestnik turnieju NCAA (1984)
- Koszykarz Roku Konferencji Southeastern (SEC – 1984)[10]
- MVP turnieju SEC (1984)[11]
- Zaliczony do:
  - III składu All-American (1984 przez NABC)
  - Akademickiej Galerii Sław Koszykówki (2006)[10]
- Drużyna Auburn Tigers zastrzegła należący do niego numer 34

### NBA
- Wicemistrz NBA (1993)[12]
- MVP:
  - sezonu regularnego NBA (1993)[13]
  - NBA All-Star Game (1991)[14]
  - miesiąca NBA (styczeń 1987, listopad 1988, grudzień 1992, luty 1996)[15]
- 11-krotnie powoływany do udziału w meczu gwiazd NBA (1987–1997). Z powodu kontuzji nie wystąpił w 1994 i 1997 roku[16].
- Wybrany do:
  - I składu:
    - NBA (1988–1991, 1993)[17]
    - debiutantów NBA (1985)[18]

  - II składu NBA (1986–1987, 1992, 1994–1995)[17]
  - III składu NBA (1996)[17]
  - grona 50 najlepszych zawodników w historii NBA (NBA’s 50th Anniversary All-Time Team - 1996)[19]
  - składu najlepszych zawodników w historii NBA z okazji obchodów 75-lecia istnienia ligi (2021)[20]
- trzykrotny zdobywca NBA IBM Award (1986-88)[21]
- Lider:
  - sezonu regularnego w zbiórkach (1987)[22]
  - play-off w:
    - średniej:
      - zbiórek (1986, 1990)[23]
      - przechwytów (1994)[24]

    - liczbie celnych rzutów wolnych (1993)[25]
- Klub:
  - Philadelphia 76ers zastrzegł należący do niego w numer 34[26]
  - Phoenix Suns zastrzegł należący do niego w numer 34[26]

### Kadra
- Mistrz:
  - olimpijski (1992[27], 1996[28])
  - Ameryki (1992)[29]
- Brązowy medalista Uniwersjady (1983)[30]
- Wybrany do Koszykarskiej Galerii Sław jako członek drużyny olimpijskiej z 1992 roku (Naismith Memorial Basketball Hall Of Fame - 2010)[31]
- Lider igrzysk olimpijskich w skuteczności rzutów z gry (1992 – 71,1%)[32]

### Inne
- Zwycięzca turnieju McDonalda (1993)[33]
- MVP turnieju McDonalda (1993)
- Zaliczony do:
  - Koszykarskiej Galerii Sław (Naismith Memorial Basketball Hall Of Fame - 2006)[34]
  - I składu turnieju McDonalda (1993)